# 多拉杜斯
多拉杜斯是巴西南马托格罗索州的一座城市。